# Военный ординариат Эквадора
 Военный ординариат Эквадора  (исп. Obispado Castrense del Ecuador) — военный ординариат Римско-католической Церкви, действующий в Эквадоре. Военный ординариат Эквадора, подчиняясь непосредственно Святому Престолу, обеспечивает пастырское окормление военнослужащих эквадорской армии и их семей.

## История
30 марта 1983 года Святой Престол учредил конгрегацию военных капелланов для эквадорской армии.
21 июля 1986 года Римский папа Иоанн Павел II издал буллу «Spirituali militum curae», которой преобразовал конгрегацию военных капелланов в военный ординариат Эквадора.

## Ординарии
- архиепископ Хуан Игнасио Ларреа Ольгин (5.08.1983 — 7.12.1989 — назначен архиепископом Гуаякиля);
- епископ Рауль Эдуардо Вела Чирибога (8.07.1989 — 21.03.2003 — назначен архиепископом Кито);
- епископ Мигель Анхель Агилар Миранда (14.02.2004 — 18.06.2014, в отставке);
- епископ Сегундо Рене Коба Галарса (18.06.2014 — 12.12.2019 — назначен епископом Ибарры);
  - вакансия (2019—2023);
- епископ Хосе Мигель Асимбая Морено (31.01.2023 — по настоящее время).